# Carlo Musitano
Carlo Musitano (Castrovillari, 5 gennaio 1635 – Napoli, 1714) è stato un medico, presbitero e scrittore italiano.

## Biografia

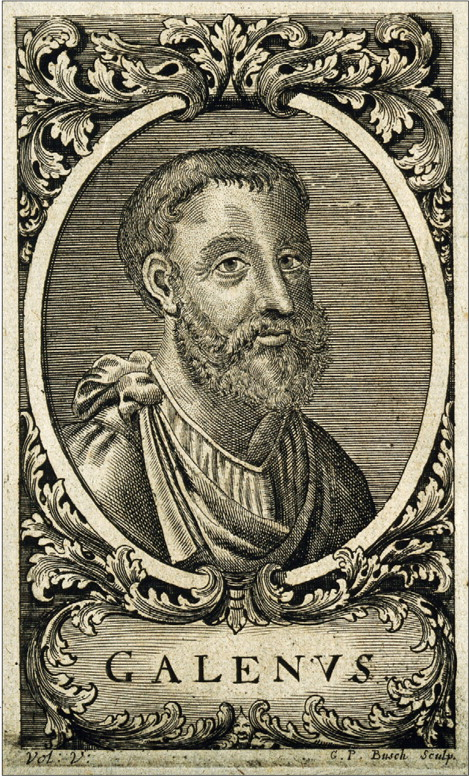
Ritratto di Galeno (sec XVIII)

Carlo Musitano nacque a Castrovillari il 5 gennaio del 1635 da Scipione e Laura Pugliese. Fu avviato dal padre agli studi ecclesiastici. A ventiquattro anni fu ordinato sacerdote e si trasferì a Napoli dove frequentò la Facoltà di Medicina in cui incontrò i maestri Tommaso Cornelio, Leonardo Di Capua e Sebastiano Bartoli. Sebbene il sacerdozio impedisse all'epoca l'esercizio della medicina, Musitano poté esercitarla grazie a un breve di Papa Clemente IX, ottenuto anche grazie all’intercessione dell’arcivescovo di Napoli, il cardinale Antonio Pignatelli (futuro Papa Innocenzo XII).
Acerrimo nemico del galenismo, Musitano sostenne la superiorità dei rimedi chimici e ottenne successi soprattutto nel campo delle malattie veneree. In dermatologia, verificò la contagiosità della scabbia quando ne venne contagiato lui stesso dopo avere esaminato il polso di una paziente che ne era affetta. Egli ne ammise la rapida disseminazione sulla cute. L'esperienza lo convinse che, se la malattia veniva da fuori, da fuori doveva venire anche la terapia, sovvertendo così secoli di interpretazione dell'essenza della scabbia che, secondo Galeno, era effetto di “umori” malinconici e secondo Von Helmont, di una particolare fermentazione e poi ancora di sali irritanti nel siero e nel sangue e così via. A suo giudizio, la cura consisteva in un unguento a base di trementina o mercurio ammoniacato o zolfo.
Musitano ebbe il merito di condannare i salassi, reagendo contro l'abuso che se ne era fatto da troppo tempo quando c'era chi li consigliava frequenti, fino allo sfinimento; e li associava a ripetute purghe, onde eliminare gli umori intossicati. E così si scagliò anche contro i purganti e i decotti di legno di guaiaco e di erbe e contro la gente che se ne serve.
Carlo Musitano fu membro dell'Accademia dei Pellegrini di Roma, dell'Accademia dei Pigri di Bari e di quella degli Spensierati di Rossano fondata da Giacinto Gimma. Tra le sue opere principali meritano di essere ricordate De lue venerea Libri quatuor (Napoli, 1689), tradotto in francese da Jean Devaux e, De morbis mulierum tractatus (Colonia Allobrogum [Ginevra], 1709). Postume furono pubblicate tre diverse edizioni dell’Opera omnia (Ginevra 1716, Lione 1733, Venezia 1738).